# 12156 Ubels
12156 Ubels è un asteroide della fascia principale. Scoperto nel 1973, presenta un'orbita caratterizzata da un semiasse maggiore pari a 2,6502112 UA e da un'eccentricità di 0,1179034, inclinata di 1,91180° rispetto all'eclittica.